# Egykártyás számítógép

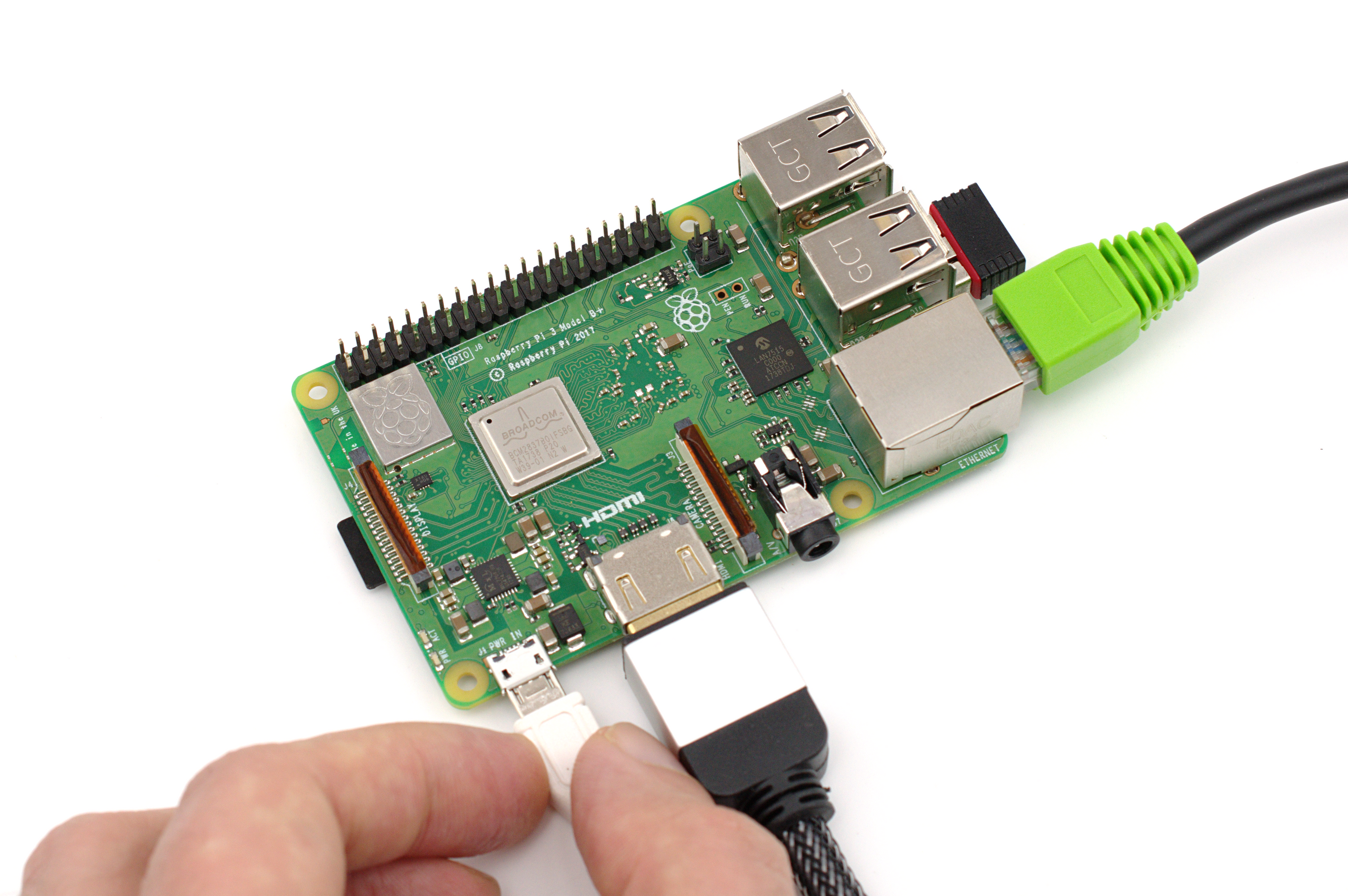
A legismertebb egykártyás számítógép, a Raspberry Pi 3 B+ verziója

Az egykártyás számítógép egyetlen nyomtatott áramköri kártyából és az arra integrált elemekből álló számítógép. A neve megkülönbözteti a többkártyás számítógéptől, ami nála nagyobb terjedelmű.
Manapság jellemzően a kis méretű, kis fogyasztású, viszonylag olcsó, kártyaként (azaz a végül ténylegesen használható számítógépbe alkatrészként beépítendő elemként) árult számítógépeket nevezik így.
Angol neve single-board computer, ennek rövidítése SBC.
Nem keverendő össze kis testvérével, az egylapkás számítógéppel.

## Jellemzői

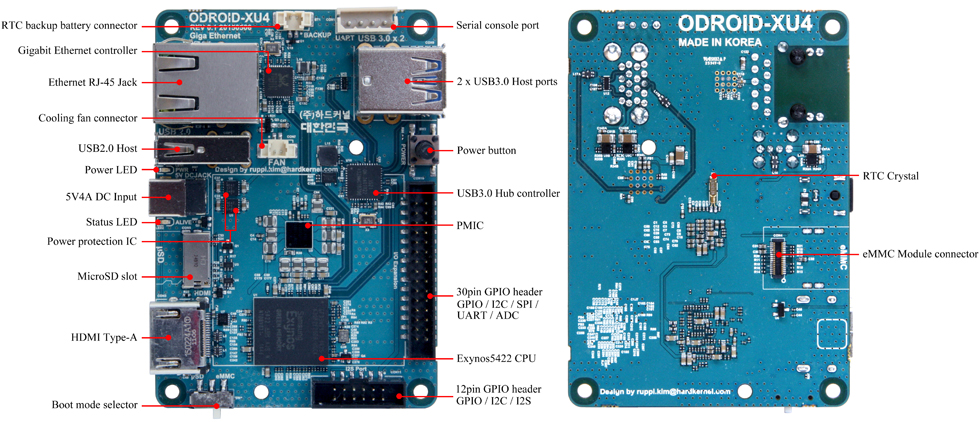
A Hardkernel cég Odroid-XU4 nevű egykártyás számítógépének felépítése

A nyomtatott áramköri kártyán, amire a neve utal, minden esetben található processzor, memória, I/O Interfész és elektromos csatlakozó. Szinte mindig van MicroSD vagy az ennél gyorsabb, de drágább eMMC kártyafoglalat, mert az operációs rendszert gyakran csak erre lehet telepíteni, arról indul ill. fut. Ezek a fő nyomtatott áramköri kártyára rögzítve vannak, nem cserélhetők, szemben a több kártyás számítógépekkel.
Gyakran tartalmaz még Wi-Fi-t és vezetékes hálózati (Ethernet) csatlakozót is, valamint Bluetooth-t és USB-t más gépekhez, hálózatokhoz való csatlakozáshoz. Nem ritka a SATA csatlakozó merevlemez, SSD használatához és a PCI Express sem, amivel számos további eszköz csatlakoztatható.
Gyakori a GPIO, az UART, különböző audió és videó csatlakozók (pl. HDMI, DisplayPort és különböző kamera csatlakozók).

## Története
Az első egykártyás számítógépek az 1970-es években jelentek meg, a mikroprocesszorok elterjedésének idején. Technikai értelemben ide sorolható az 1980-as években népszerű Sinclair ZX Spectrum és a Commodore 64 számítógép is.

## Többkártyás számítógép
Többkártyás számítógépeknek nevezhetjük azokat, amelyekben (az egykártyásokkal szemben) bizonyos alapfunkciók nem, vagy csak korlátozottan támogatottak a fő kártyán (ilyenkor ezt a fő kártyát alaplapnak nevezzük), ugyanakkor számos további bővítőkártya számára van kialakítva csatlakozási lehetőség. Az ilyen bővítőkártyáknak elterjedt neveik vannak: videókártya, hangkártya, hálózati kártya stb. Ilyen, több kártyás gépek tehát pl. a közismert asztali gépek (PC-k) és a laptopok.

## Felhasználása
Az egykártyás számítógépek olcsóságuk és sokoldalúságuk miatt népszerűek az otthoni hobbi projektekhez, pl. lakás automatizáláshoz, amatőr megfigyelő rendszerek kiépítéséhez, saját készítésű robotok vezérléséhez, illetve saját, családi felhő szolgáltatások, fájl, telefonkönyv vagy naptár megosztás létrehozásához vagy webszerver, saját honlap üzemeltetéséhez, továbbá VPN szerver létrehozásához.
Ipari alkalmazásuk pl. az IoT és a kísérleti fejlesztések területén elterjedt.
Az otthoni routerek és technikai értelemben számos ipari szerver is ilyen számítógép, illetve ezekből épül fel, bár nem nevezzük őket egykártyás számítógépeknek. Ugyanez igaz sok táblagépre.

## Példák
- Raspberry Pi

## Fordítás
- Ez a szócikk részben vagy egészben  a   Single-board computer című angol Wikipédia-szócikk ezen változatának fordításán alapul.  Az eredeti cikk szerkesztőit annak laptörténete sorolja fel. Ez a jelzés csupán a megfogalmazás eredetét és a szerzői jogokat jelzi, nem szolgál a cikkben szereplő információk forrásmegjelöléseként.
- Ez a szócikk részben vagy egészben  az   Einplatinencomputer című német Wikipédia-szócikk ezen változatának fordításán alapul.  Az eredeti cikk szerkesztőit annak laptörténete sorolja fel. Ez a jelzés csupán a megfogalmazás eredetét és a szerzői jogokat jelzi, nem szolgál a cikkben szereplő információk forrásmegjelöléseként.